# Укияз
Укияз (баш. Уҡыяҙ) — деревня в Шаранском районе Республики Башкортостан Российской Федерации. Входит в состав Дюртюлинского сельсовета. 

## География

### Географическое положение
Находится на левом берегу речки Большой Укияз. Расстояние до:
- районного центра (Шаран): 20 км,
- центра сельсовета (Дюртюли): 3 км,
- ближайшей ж/д станции (Туймазы): 24 км.

## История
Возникла в довоенное советское время.
В 1952 и 1969 годах деревня относилась к Дюртюлинскому сельсовету Шаранского района, в 1969 году имела население 68 человек по данным текущего учёта (с преобладанием чувашей).
В 1982 году население — около 20 человек.
В 1989 году — 25 человек (12 мужчин, 13 женщин).
В 2002 году — 16 человек (8 мужчин, 8 женщин), чуваши (87 %).
В 2010 году — 13 человек (8 мужчин, 5 женщин).

## Население
| 2002 | 2009 | 2010 |
| ---- | ---- | ---- |
| 16   | ↘14  | ↘13  |